# Birkenhain (Wilsdruff)
Birkenhain ist ein Ortsteil der sächsischen Stadt Wilsdruff im Landkreis Sächsische Schweiz-Osterzgebirge.

## Geographie

### Lage
Birkenhain liegt, umgeben von Ackerland, direkt an der Bundesautobahn 4. Durch Birkenhain fließt der Dorfbach, ein östlicher Zufluss der kleinen Triebisch.

### Nachbarorte
|         | Lotzen                                      | Klipphausen |
|         | Kompassrose, die auf Nachbargemeinden zeigt | Wilsdruff   |
| Limbach |                                             |             |

## Geschichte

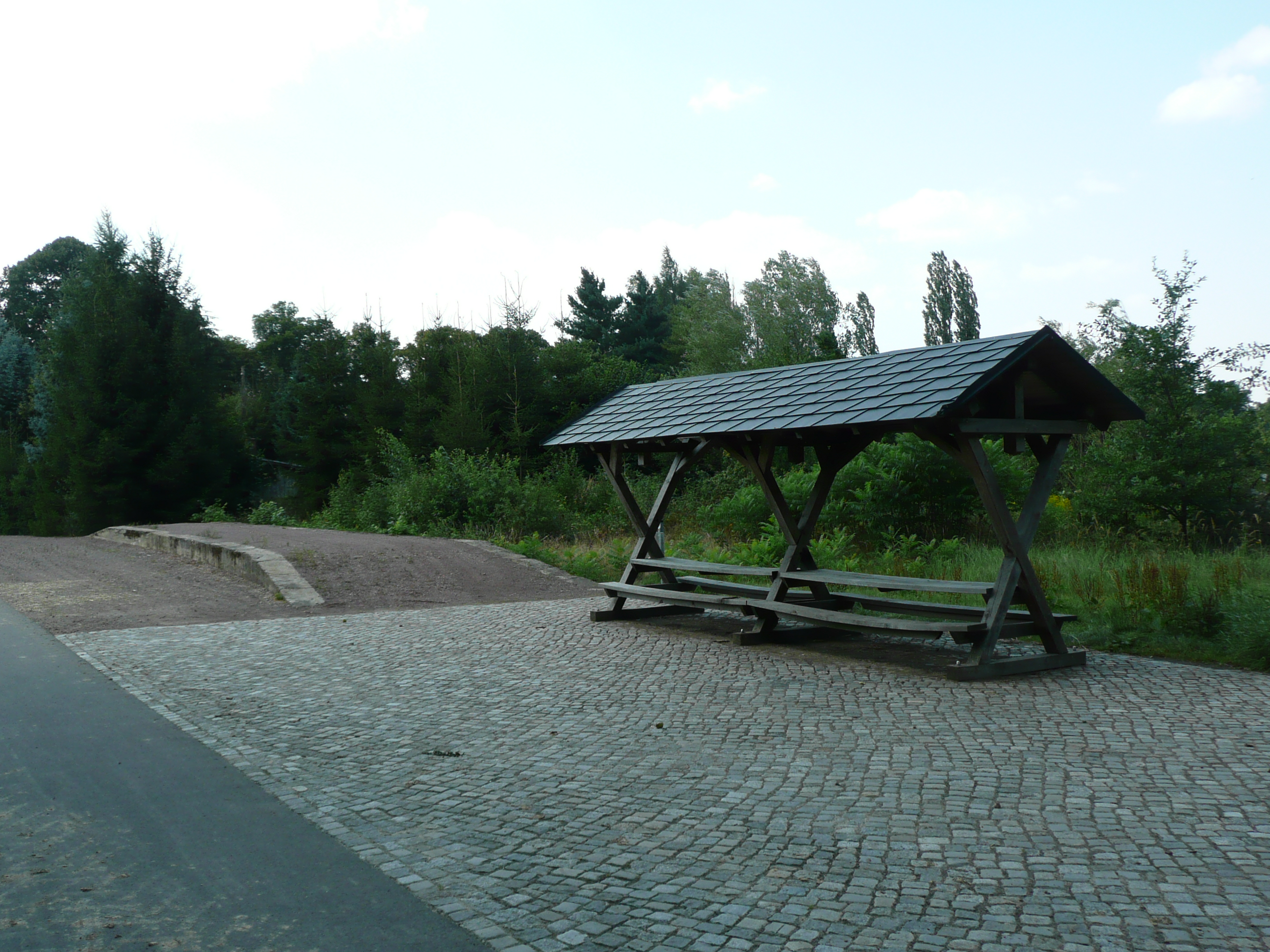
Laderampe des Haltepunkts Birkenhain-Limbach

Birkenhain ist ein Waldhufendorf und wurde 1380 erstmals urkundlich erwähnt. Seit 1696 lag die Grundherrschaft beim Rittergut Wilsdruff, davor beim Rittergut Limbach. 1856 ging Birkenhain in das Gerichtsamt Wilsdruff über, vorher gehörte der Ort zum Amt Dresden. 1875 wurde Birkenhain Teil der Amtshauptmannschaft Meißen. Am 1. Juli 1950 wurde Birkenhain nach Limbach eingemeindet. Seit 1952 gehörte der Ort zum Kreis Freital im Bezirk Dresden (später Landkreis). Zwischen 1899 und 1972 hatte der Ort mit dem "Haltepunkt Birkenhain-Limbach" Anschluss an die Schmalspurbahn Freital-Potschappel–Nossen.
Zu DDR-Zeiten am Beginn der 1950er-Jahre wurde im Ort das Ferienlager "Kinderglück" errichtet und betrieben. Seit 1971 wurden dort auch Lehrlinge unterrichtet, denen vor dem Beginn ihrer Berufsausbildung in der DDR hier zentral Sprachunterricht in Deutsch erteilt wurde. Sie stammten unter anderem aus Vietnam, Kuba, der Mongolei, Angola, Mosambik, dem Jemen, Mali, Madagaskar, Laos, Namibia, Sambia, Kambodscha, Kongo und Simbabwe. Auch die PLO hatte junge Palästinenser hierher entsandt.
Am 1. Januar 1974 wurde Limbach nach Wilsdruff eingemeindet. Ab 1994 gehörte Birkenhain zum Landkreis Meißen. 1998 kam es zum Weißeritzkreis und 2008 zum Landkreis Sächsische Schweiz-Osterzgebirge.

### Entwicklung der Einwohnerzahl
| Jahr | Einwohnerzahl                            |
| ---- | ---------------------------------------- |
| 1551 | 8 besessene Mann, 1 Häusler, 14 Inwohner |
| 1764 | 6 besessene Mann, 4 Gärtner, 7 Häusler   |
| 1834 | 155                                      |
| 1871 | 154                                      |
| 1890 | 151                                      |
| 1910 | 172                                      |
| 1925 | 167                                      |
| 1939 | 154                                      |
| 1946 | 231                                      |

### Ortsnamenformen
Der Name des Dorfes Birkenhain änderte sich geschichtlich wie folgt:
- 1380: Hermann Birkinhayn
- 1428: Birckenhayn